# Кубок Іспанії з футболу 1954
Кубок Іспанії з футболу 1954 — 52-й розіграш кубкового футбольного турніру в Іспанії. Титул втретє здобула Валенсія. 

## Календар
| Раунд        | Дата                                       | Матчі | Клуби  |
| ------------ | ------------------------------------------ | ----- | ------ |
| Перший раунд | 2/9 травня 11 травня 1954 (перегравання)   | 12+1  | 14 → 8 |
| 1/4 фіналу   | 16/23 травня 25 травня 1954 (перегравання) | 8+1   | 8 → 4  |
| 1/2 фіналу   | 6/13 червня 1954                           | 4     | 4 → 2  |
| Фінал        | 20 червня 1954                             | 1     | 2 → 1  |

## Перший раунд
| Команда 1            | Заг. | Команда 2              | 1-й матч | 2-й матч |
| -------------------- | ---- | ---------------------- | -------- | -------- |
| 2/9 травня 1954      |      |                        |          |          |
| Барселона            | 4:3  | Депортіво (Ла-Корунья) | 4:0      | 0:3      |
| Сельта               | 1:3  | Севілья                | 1:1      | 0:2      |
| Депортіво Алавес (2) | 1:9  | Реал Мадрид            | 1:2      | 0:7      |
| Атлетік (Більбао)    | 3:3  | Реал Вальядолід        | 3:2      | 0:1      |
| Атлетіко (Мадрид)    | 2:5  | Еспаньйол              | 1:3      | 1:2      |
| Лас-Пальмас (2)      | 1:4  | Реал Сосьєдад          | 0:0      | 1:4      |

Перегравання
| Команда 1         | Рахунок | Команда 2       |
| ----------------- | ------- | --------------- |
| 11 травня 1954    |         |                 |
| Атлетік (Більбао) | 4:1     | Реал Вальядолід |

## 1/4 фіналу
| Команда 1         | Заг. | Команда 2         | 1-й матч | 2-й матч |
| ----------------- | ---- | ----------------- | -------- | -------- |
| 16/23 травня 1954 |      |                   |          |          |
| Барселона         | 5:3  | Атлетік (Більбао) | 4:2      | 1:1      |
| Реал Сантандер    | 3:4  | Реал Мадрид       | 3:1      | 0:3      |
| Севілья           | 6:6  | Еспаньйол         | 4:0      | 2:6      |
| Реал Сосьєдад     | 3:9  | Валенсія          | 2:5      | 1:4      |

Перегравання
| Команда 1      | Рахунок | Команда 2 |
| -------------- | ------- | --------- |
| 25 травня 1954 |         |           |
| Севілья        | 2:1     | Еспаньйол |

## 1/2 фіналу
| Команда 1        | Заг. | Команда 2 | 1-й матч | 2-й матч |
| ---------------- | ---- | --------- | -------- | -------- |
| 6/13 червня 1954 |      |           |          |          |
| Реал Мадрид      | 2:3  | Барселона | 1:0      | 1:3      |
| Севілья          | 1:4  | Валенсія  | 0:1      | 1:3      |

## Фінал
| 20 червня 1954 |

| Валенсія                     | 3:0      | Барселона |
| ---------------------------- | -------- | --------- |
| Фуертес 14', 59' Баденес 57' | Протокол |           |

| Нуево Чамартин, Мадрид Глядачів: 110 000 Арбітр: Хосе Луїс Гонсалес Ечеверрія |